# 阪急航空チャーター機墜落事故
阪急航空チャーター機墜落事故は、1990年（平成2年）9月27日に宮崎県日向市で発生した航空事故である。
宮崎空港発延岡ヘリポート行きだった旭化成の社用定期204便（川崎BK-117B-1型）が、日向市大字日知屋の牧島山山頂付近に墜落した。同機は旭化成によってチャーターされた機で、乗員2人と乗客8人が搭乗しており全員が事故により死亡した。

## 飛行の詳細

### 事故機
事故機の川崎BK-117B-1型は1990年（平成2年）5月23日に製造番号1049として製造された機体で、総飛行時間は72時間だった。事故当時、重量及び重心はどちらも制限範囲内にあったと推定されている。

### 乗員乗客
機長は26歳の男性で総飛行時間は1,327時間だった。同型機では136時間の飛行経験があり、延岡ヘリポートから宮崎空港への飛行は22回経験していた。事故当時、左前の座席には整備士が着席していた。整備士の総飛行時間はおよそ50時間だった。
乗客は旭化成の交換膜事業部技術部長等を含む社員7人と呉羽化学工業（現・クレハ）の社員1人だった:37。

## 事故の経緯

### 背景
延岡市に創業地工場群を持つ旭化成は、本社のある大阪市、東京への社員の出張が多いが、宮崎 - 延岡間は当時、鉄道は空港とつながっておらず、高速道路もなかった（2014年〈平成26年〉3月に東九州自動車道の両市間が全通）。そのため、旭化成は自社ヘリポートを用意し、延岡工場と宮崎空港を結ぶ自社専用のヘリコプター路線を設定していた。この路線は1989年（平成元年）から運航が行われており、年間1万5千人の旭化成社員が利用していた。飛行距離は約75kmで、所要時間はおおよそ30分程度だった。
204便は1日に4往復運航されていた延岡ヘリポート-宮崎空港間を結ぶ旭化成の定期チャーター便で、阪急航空が運航を担当していた。いずれの便も宮崎空港で東京、大阪、福岡を発着する便と接続していた。本来は旭化成の所有するSA365N1（JA9920）を日本エアシステム（JAS）が運航しており、JA9920が整備などで運用を離脱する際にはJASが代替機を用意することとなっていた。しかし事故当時、整備期間にJASが代替機を用意することが出来無かったため、旭化成は9月17日から1か月間の運航を阪急航空に委託した。阪急航空は引き継ぎ訓練を実施の上、9月20日よりチャーター機の運航を開始していた。延岡ヘリポートは旭化成所有のヘリポートで、同社の子会社であるサンエアシステムが運営を担当していた。

### 墜落まで

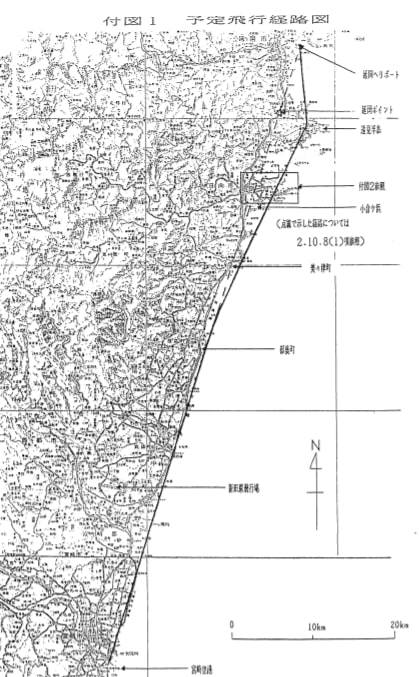
204便の飛行経路

204便は20時20分に宮崎空港を離陸し、20時45分に延岡ヘリポートへ着陸する予定だった。20時31分、204便は定刻よりも11分遅れで宮崎空港の5番スポットから離陸し、有視界飛行で延岡ヘリポートへ向かった。20時40分、機長は航空自衛隊新田原基地の管制官と交信を行い、基地の東側を通過している旨を報告した。20時55分、機長は延岡ヘリポートの担当者と交信を行い、門川町の上空を飛行中で雲が低いと報告した。事故当時、台風20号の接近により日向市大字細島や細島港付近では雨や霧が発生しており、視程が著しく低下していた。目撃者によれば204便は通常よりも低い高度で右に360度旋回し、その後北上していった:718。20時58分頃、204便は標高119mの牧島山山頂の東側斜面に激突した:718:34。
21時頃、墜落音を聞いた住民が警察へ通報し、21時30分頃から捜索活動が開始された。捜索には宮崎県警、自衛隊、海上保安庁、日向市消防本部、日向市と門川町、延岡市の消防団が参加した。翌28日の6時09分、宮崎県警のヘリコプターが墜落現場を確認した。

## 事故調査

### 天候とパイロットの行動

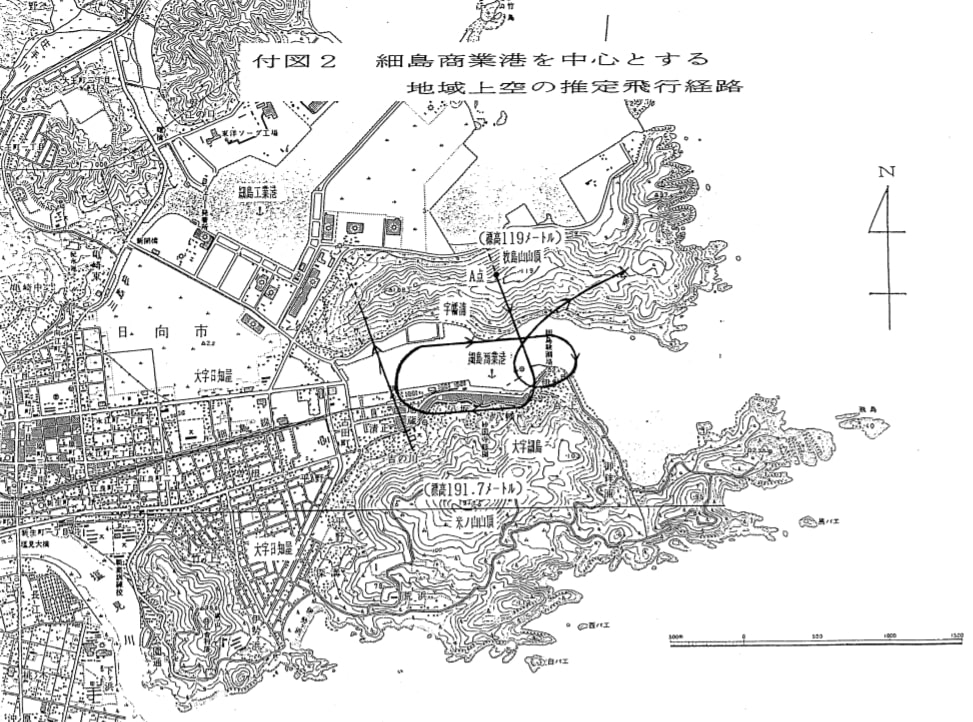
細島港付近での飛行経路

離陸前に機長は気象予報の情報を聞き、最低飛行条件を満たしていると判断していた。しかし、延岡付近の天候は台風20号の影響もあり、急速に悪化していた。また、延岡ヘリポートの運航管理者は翌日の天候も悪いことから始発便を欠航させる判断をしており、このことを伝えていたが、機長は定刻通りに204便を運航させる決定を下した。飛行中、機長は通常よりも低い高度を飛行していたが、これは付近に発生していた積雲や霧を避けるためだったと推測された:34。墜落の少し前に牧島山付近をかなりの低空で飛行する204便が目撃されていたが、これは機長が地表を視認しようと降下を行ったためだと考えられている。

### 事故原因
1990年12月5日、航空事故調査委員会は最終報告書を発行した。報告書では著しく視程が悪い中で低空飛行を行ったことが事故原因とされた。また、機長が空間識失調に陥っていた可能性も指摘されている。

## 事故後
事故後、旭化成はヘリコプターによる社員の輸送を取りやめた。
後に延岡市長となる首藤正治はこの事故を受けて東九州自動車道の早期開通を求めた。また1993年（平成5年）7月24日、以前から要望されていた日豊本線の高速化工事が着工した。改良工事にはおよそ15億円がかかると予想されたが、その一部を旭化成が負担する形で工事が行われた。同様に、旭化成が費用の一部を負担する形で宮崎空港へ至る宮崎空港線の敷設工事が行われ、1996年（平成8年）7月18日に開業した。
1990年はヘリコプターの事故による墜落事故が多く発生しており、1990年（平成2年）から1991年（平成3年）までの1年間で死者数が38人となっていた。これらの事故を受けて運輸省は安全対策に関する調査や検討、及び指導を行った。
旭化成の自社所有機であったJA9920号機（アエロスパシアル・ドーファン2）は数社を移転したのち、東邦航空所属のNNN報道機となったが、2011年（平成23年）3月11日、仙台空港で東日本大震災による津波で大破し、同年6月10日に登録を抹消された。